# Village (Anse La Raye)
Village es una localidad de Santa Lucía, que forma parte del distrito de Anse La Raye.